# Dorin
Dorin (pl. Dorins), jedna od četiri glavne skupine Caingangan Indijanaca, koji su u 19, stoljeću živjeli u šumama uz rijeku Tibagi u bazenu Parane u Brazilu, a prema jeziku činili su posebnu caingang-skupinu.
Dorine spominje otac Francisco das Chagas Lima, poznatiji kao Padre Chagas, prvi kroničar države Paraná. Godine 1825. sudjeluju u napadu i paljenju sela Atalaia (Guarapuava).